# Starokatoliccy arcybiskupi Utrechtu

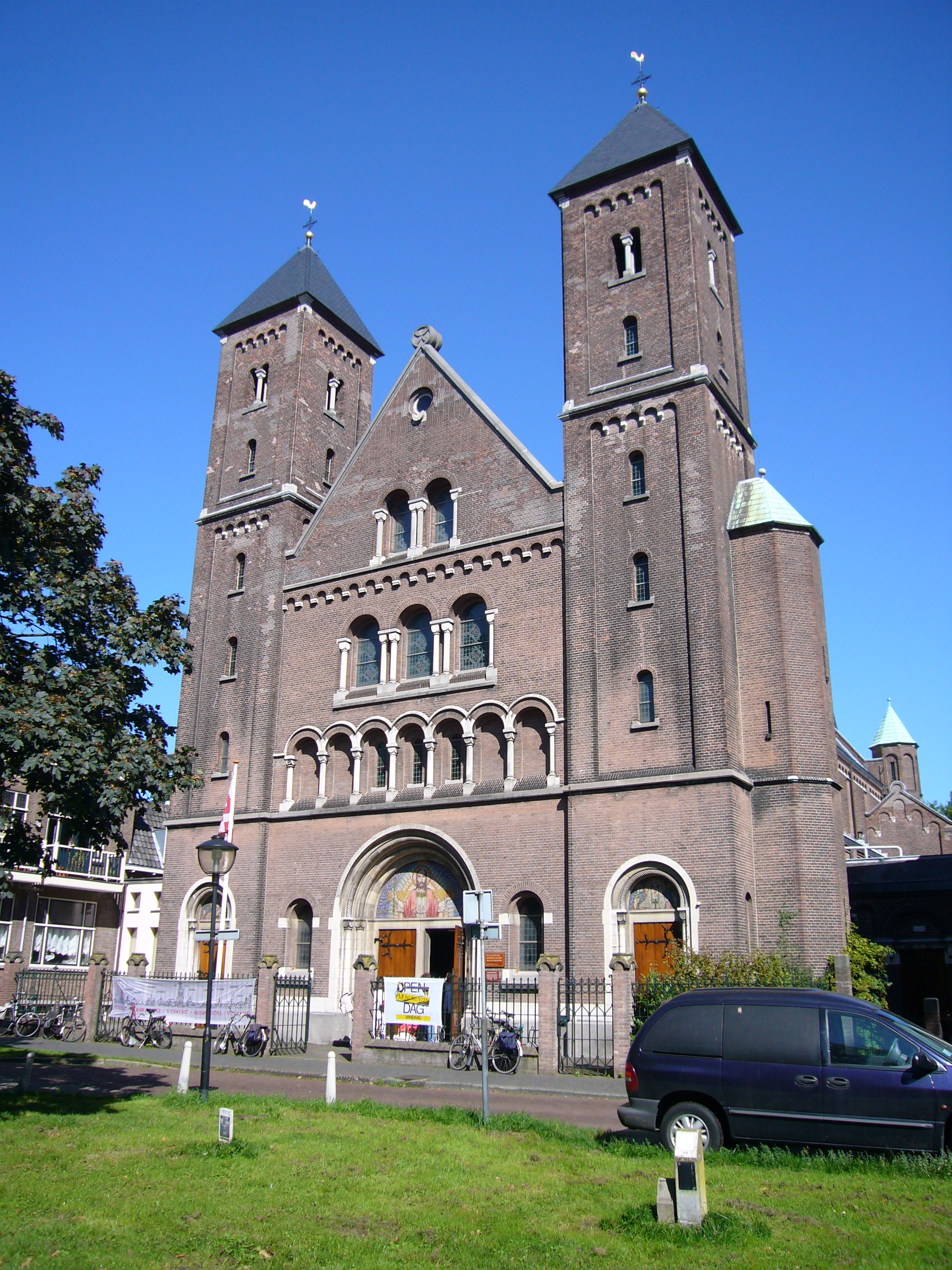
Katedra św. Gertrudy w Utrechcie zbudowana w latach 1912–1914 w stylu neoromańskim, od 1914 roku katedra starokatolickich arcybiskupów Utrechtu

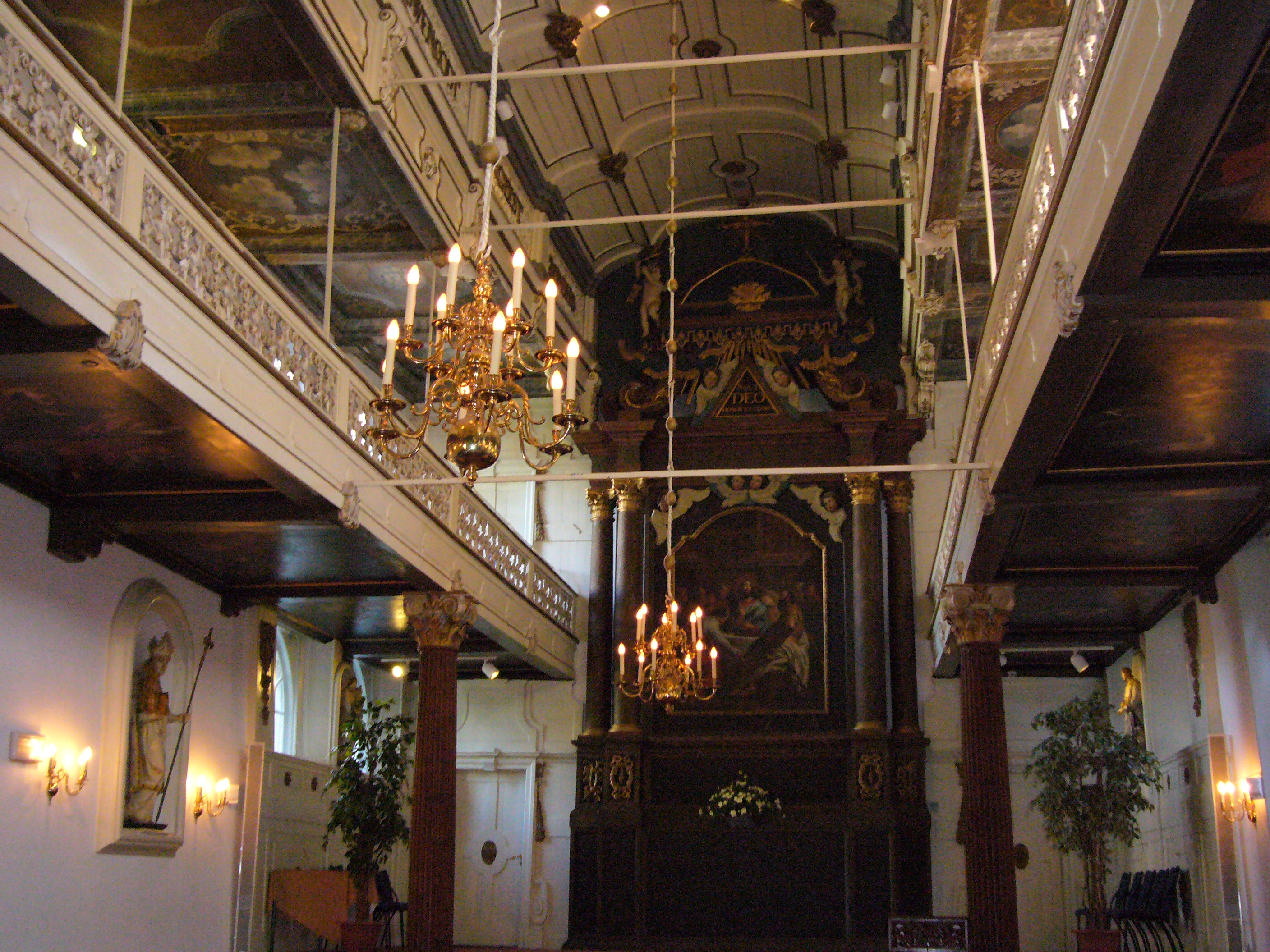
Kaplica św. Gertrudy w Utrechcie zbudowana w XVII wieku w stylu barokowym jako schuilkerk, do 1914 roku katedra arcybiskupów Utrechtu

Starokatoliccy arcybiskupi Utrechtu – lista zwierzchników Kościoła Starokatolickiego w Holandii
Starokatoliccy arcybiskupi Utrechtu są ordynariuszami starokatolickiej archidiecezji Utrechtu oraz honorowymi przewodniczącymi Unii Utrechckiej Kościołów Starokatolickich i Międzynarodowej Konferencji Biskupów Starokatolickich.

## Starokatoliccy arcybiskupi Utrechtu
- 1723–1725 – Cornelius van Steenoven
- 1725–1733 – Cornelius Barchman Wuytiers
- 1734–1739 – Theodorus van der Croon
- 1739–1767 – Petrus Meindaerts
- 1767–1797 – Walter van Nieuwenhuisen
- 1797–1808 – Johannes van Rhijn
- 1808–1814 – sediswakancja
- 1814–1825 – Willibrord van Os
- 1825–1858 – Johannes van Santen
- 1858–1873 – Henricus Loos
- 1874–1892 – Johannes Heijkamp
- 1892–1920 – Gerardus Gul
- 1920–1937 – Franciszek Kenninck
- 1937–1970 – Andreas Rinkel
- 1970–1982 – Marinus Kok
- 1982–2000 – Antonius Glazemaker
- 2000–2020 – Joris Vercammen
- od 2021 – Bernd Wallet